# Robert MacDouall
Robert MacDouall (1730 — 1816) foi um militar irlandês a serviço de Portugal.
Serviu à Marinha Real Britânica, de 1759 até 1816. Foi organizador e comandante-chefe da Esquadra do Vice-Reinado do Brasil em apoio ao Exército do Sul (1774-1777). Esta tinha por objetivo recuperar o Rio Grande. A Esquadra possuía poderes, no mar, semelhantes ao do tenente-general João Henrique Böhn, em terra. MacDouall deixou o Rio Grande para ir para a Ilha de Santa Catarina, onde estava encarregado da sua conservação e defesa.
Porém, em fevereiro de 1777, a aproximação da Esquadra espanhola que trazia o general Pedro de Cevallos, como Vice-Rei do Prata, fez com que MacDouall desamparasse a ilha, refugiando-se na Enseada das Garoupas (atual cidade de Porto Belo).
O governador António Carlos Furtado de Mendonça, que governava militarmente a Ilha quando esta foi invadida, tendo que capitular, responsabilizou a atitude de MacDouall como causa da invasão. De Garoupas, Robert MacDouall dirigiu-se ao Rio de Janeiro onde foi destituído do Comando da Esquadra. Submetido a inquérito, foi enviado para fora do Brasil.